# Inglewood, Kalifornien
Inglewood är en stad i södra Los Angeles County, USA, cirka 20 kilometer sydväst om centrala Los Angeles. År 2020 hade den 107 762 invånare. Under 1930-talet byggde North American Aviation sin första fabrik i Inglewood; fabriken kom att expandera kraftigt under andra världskriget. Los Angeles International Airport ligger bara fem kilometer väster om staden.

## Galleri

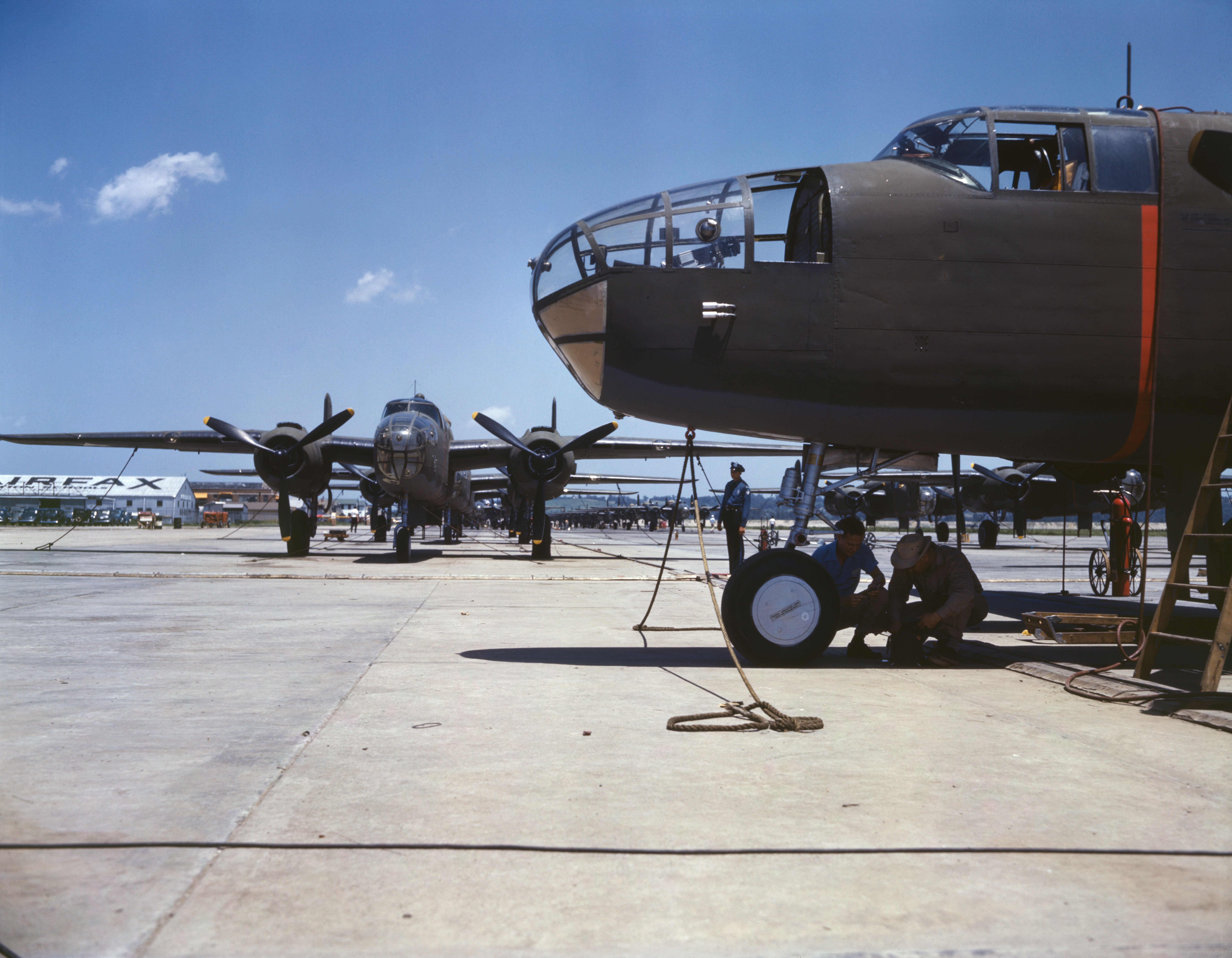
B-25 bombplan står uppradade för slutinspektion hos North American Aviation i Inglewood, juli 1942.
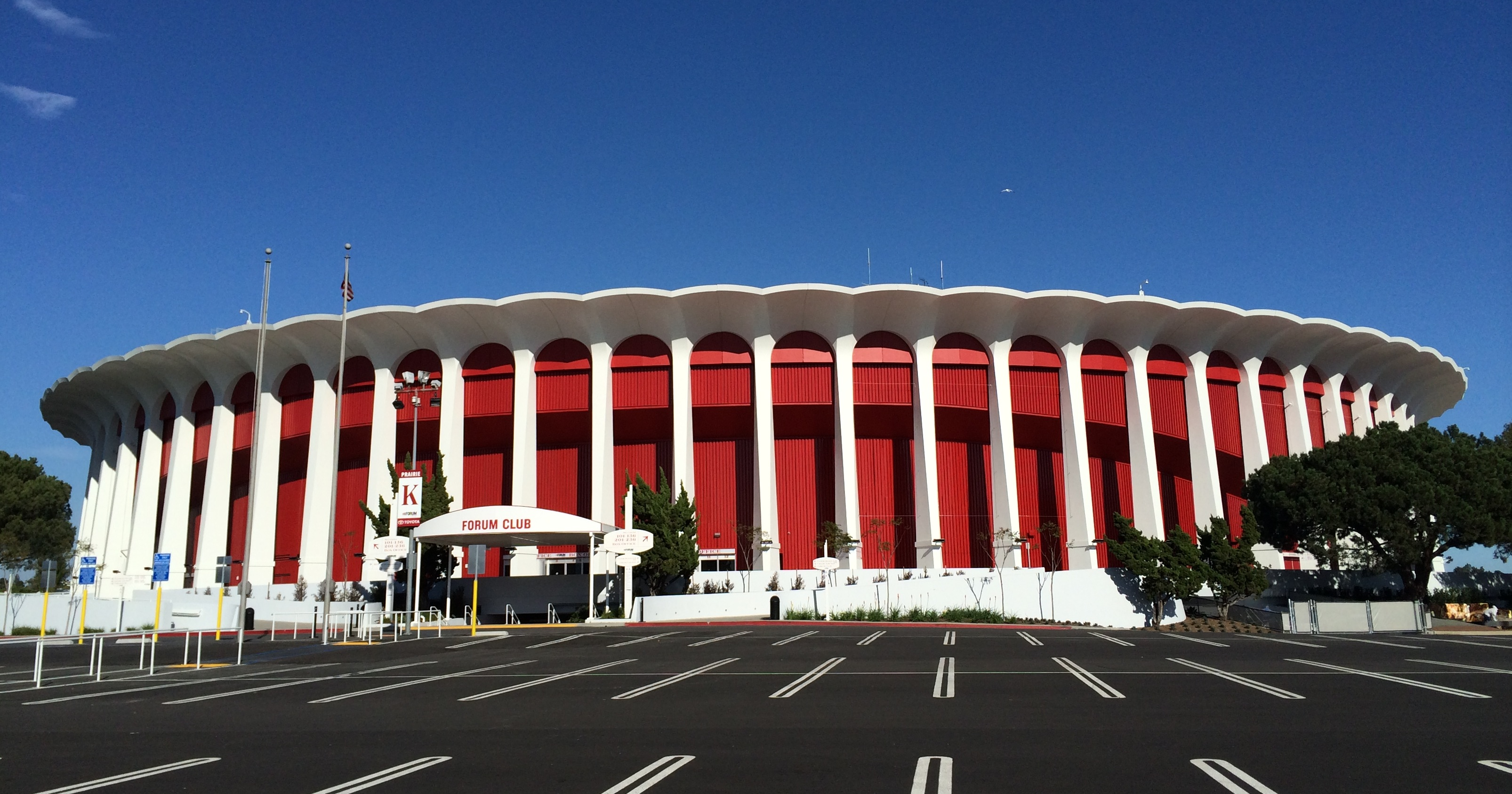
The Forum.